# Рубка леса
Ру́бка ле́са — спиливание, срубание или срезание деревьев, кустарников или лиан в лесу. Производится с целью получения древесины (лесозаготовка), а также для оздоровления, возобновления леса и повышения его продуктивности. Различаются четыре основных типа рубок: главного пользования, рубки ухода, санитарные и комплексные. Важное отличие рубок главного пользования от рубок ухода в том, что после первых обязательно должны проводиться лесовосстановительные мероприятия.

## История
Самыми старыми видами рубок были приисковые и подневольно-выборочные, при которых заготовлялись лучшие деревья, а худшие оставлялись расти дальше. Они вели к истощению лесов и замене ценных пород дерева малоценными. Эта система рубок бытовала в таёжной части России до 30-х годов XX в., и уступила место другим видам рубок лишь в связи с увеличением потребности промышленности в тонкомерной древесине и истощением лесов. В настоящее время ни приисковые, ни подневольно-выборочные рубки официально не применяются.
Сплошные рубки имеют столь же длительную историю, как и подневольно-выборочные. Изначально они применялись вокруг старых промышленных центров металлургии, нуждавшейся в древесном угле. Вплоть до 30-х годов XX в. сплошные рубки проводились только вокруг крупных городов и в густонаселённых районах южной тайги, где находила применение любая древесина. На большей же части средней и северной тайги, откуда было выгоднее вывозить или сплавлять наиболее ценные стволы, применялись подневольно-выборочная или приисковая рубки. С 30-х годов XX в. сплошные рубки стали основным способом заготовки древесины в лесах России и остаются таковым до нашего времени.
Однако лесопромышленникам было не так выгодно срубать и вывозить абсолютно все деревья, и они оставляли на вырубке самые худшие — малоценных пород, повреждённые и больные. Такая система получила название условно-сплошной рубки. Официально этот вид рубок был узаконен и введён в практику лесозаготовок в 1926 г. В сегодняшней России он формально не применяется, но реально многие сплошные рубки в таёжной зоне до сих пор имеют характер условно-сплошных.
Идеи ведения «правильного» лесного хозяйства появились в России в XVIII веке. Благодаря им появились, например, добровольно-выборочные рубки, при которых в лесу оставлялись лучшие деревья — имеющие большой прирост и способные оставить хорошее потомство. Такая рубка направлена прежде всего не на получение древесины, а на формирование здорового, высокопродуктивного леса. Эта рубка до сих пор не получила широкого распространения из-за существенно меньшей прибыли при её проведении. Постепенные рубки получили крайне ограниченное распространение по тем же самым причинам, что и добровольно-выборочные рубки.
В результате значительного истощения лесных ресурсов во многонаселённых районах в конце XIX века появилась сложная система рубок ухода.

## Процесс рубки
При ручной рубке вальщик делает подпил (подруб) с той стороны дерева, в какую собирается его валить, затем переходит на противоположную сторону и производит основной пропил (рез), обязательно оставляя небольшой недопил, который не позволяет развернуться дереву вокруг своей продольной оси и не даёт ему соскользнуть с пня. Если спиленное дерево упало на другое стоящее, то его стаскивают трактором. В паре с вальщиком работает его помощник — лесоруб. Далее сучкорубами, работающими обычно в группе, производится очистка ствола от сучьев и удаление вершины. Обрубка сучьев разрешена на расстоянии не менее 50 м от места валки. Затем полученный хлыст может быть раскряжёван звеном рабочих в составе: разметчика, раскряжёвщика и 2—3 откатчиков.
При механизированной рубке валка, удаление сучков и раскряжёвка производится харвестером, а сбор сортиментов и трелёвка — форвардером.
В СССР более распространённым был хлыстовой способ; в последнее время больше применяется сортиментный. Но хлыстовой способ имеет свои преимущества. При раскряжёвке хлыста на нижнем лесоскладе, особенно ручной с использованием бензо- или электропилы, есть возможность выбрать участки хорошего качества, что повышает выход пиловочного бревна. Худшие отрезки хлыста идут на балансы — сырьё для выработки целлюлозы, имеющие более низкую стоимость. При заготовке леса харвестером ствол дерева делится на одинаковые отрезки без учёта имеющихся на них пороков, вследствие чего много заготовленной древесины продаётся в качестве балансов по более низкой цене. Кроме того, разрабатывать мелкие участки леса с помощью харвестера невыгодно из-за частых переездов и необходимости строить лесовозные дороги.
Заготовленная древесина трелюется с лесосеки на верхний лесосклад либо в виде хлыстов — древесных стволов, очищенных от сучьев, либо в виде отрезков хлыста — сортиментов. На верхнем лесоскладе происходит раскряжёвка хлыстов, а затем лесоматериалы вывозятся из леса на нижний склад.

## Рубка леса в законодательстве современной России
В России рубка леса регулируется Лесным кодексом Российской Федерации № 200-ФЗ, принятым Государственной Думой 08 ноября 2006 г. и вступившим в силу с 04 декабря 2006 г., Правилами заготовки древесины, утверждёнными приказом Рослесхоза от 1 августа 2011 г., и ГОСТ 18486-87 (Лесоводство. Термины и определения), действующим с 1989 г., последние изменения в который были внесены 19 апреля 2010 г..

Статья 16. Рубки лесных насаждений
1. Рубками лесных насаждений (деревьев, кустарников, лиан в лесах) являются процессы их спиливания, срубания, срезания.2. Для заготовки древесины, если иное не установлено настоящим Кодексом, допускается осуществление рубок:
1) спелых, перестойных лесных насаждений;
2) средневозрастных, приспевающих, спелых, перестойных лесных насаждений при вырубке погибших и поврежденных лесных насаждений, уходе за лесами;
3) лесных насаждений любого возраста на лесных участках, предназначенных для строительства, реконструкции и эксплуатации объектов, предусмотренных статьями 13, 14 и 21 настоящего Кодекса.3. Порядок осуществления рубок лесных насаждений определяется правилами заготовки древесины, правилами санитарной безопасности в лесах, правилами пожарной безопасности в лесах, правилами ухода за лесами.— Лесной кодекс РФ - Глава 1. Общие положения

Статья 17. Выборочные рубки и сплошные рубки лесных насаждений
1. Рубки лесных насаждений осуществляются в форме выборочных рубок или сплошных рубок.
2. Выборочными рубками являются рубки, при которых на соответствующих землях или земельных участках вырубается часть деревьев и кустарников.
3. Сплошными рубками признаются рубки, при которых на соответствующих землях или земельных участках вырубаются лесные насаждения с сохранением для воспроизводства лесов отдельных деревьев и кустарников или групп деревьев и кустарников.
4. В защитных лесах сплошные рубки осуществляются в случаях, предусмотренных частью 5.1 статьи 21 настоящего Кодекса, и в случаях, если выборочные рубки не обеспечивают замену лесных насаждений, утрачивающих свои средообразующие, водоохранные, санитарно-гигиенические, оздоровительные и иные полезные функции, на лесные насаждения, обеспечивающие сохранение целевого назначения защитных лесов и выполняемых ими полезных функций.
(часть 4 в ред. Федерального закона от 29.12.2010 N 442-ФЗ)
5. Осуществление сплошных рубок на лесных участках, предоставленных для заготовки древесины, допускается только при условии воспроизводства лесов на указанных лесных участках.

6. Запрещаются сплошные рубки в случаях, предусмотренных настоящим Кодексом, другими федеральными законами.— Лесной кодекс - Глава 1. Общие положения
Согласно Правилам заготовки древесины, в число выборочных рубок входят и постепенные.
Из-за слабого контроля государства, часто под видом разрешённых несплошных рубок проводятся их истощительные виды — условно-сплошные, приисковые и подневольно-выборочные.

## Классификация

### Рубки главного пользования
- Рубка главного пользования — рубка спелого и перестойного древостоя для заготовки древесины и восстановления леса;
  - система рубок главного пользования — совокупность способов рубок, близких по организационно-техническим показателям и особенностям их влияния на возобновление леса. Всего выделяются следующие системы рубок: сплошные, постепенные и выборочные; однако в соответствии с действующим Лесным кодексом РФ рубки лесных насаждений осуществляются в форме выборочных рубок или сплошных рубок.
- Лесовосстановительная рубка — рубка спелого и перестойного древостоя в лесах 1-й группы[4] с целью своевременного восстановления леса и использования древесины.
- Комплексная рубка — рубка в разновозрастных и сложных древостоях, сочетающая рубку главного пользования или лесовосстановительную с рубками ухода, проводимыми на одном и том же участке. Например, может удаляться достигший спелости верхний ярус, состоящий из осины и берёзы (главная рубка); по отношению же к нижнему ярусу, состоящему из ели, такая рубка будет рубкой ухода. Проводится в 1—3 приёма. В хорошо дренированных лесах — брусничниках, кисличниках, сложных ельниках — рубка может быть более интенсивной вследствие меньшей опасности ветровала и бурелома.
Комплексные рубки актуальны в лесах севера, северо-запада и центра России, где вследствие интенсивных рубок хвойных лесов образовался смешанный древостой. Разработка технологии комплексных рубок направлена на минимальное повреждение подроста и самосева, деревьев второго яруса и оставленных на ускоренное доращивание. Это достижимо при строгом соблюдении правильного направления валки, использовании манёвренных машин с длинными стрелами, извлекающими деревья из леса без повала их на землю.
Комплексные рубки следует отличать от
- комбинированных, являющихся сочетанием разных видов рубок главного пользования или только рубок ухода.

#### Сплошные рубки
- Сплошная рубка — рубка главногоВерхний лесосклад на сплошной вырубке пользования или лесовосстановительная, при которой весь древостой на лесосеке вырубается в один приём с сохранением для воспроизводства лесов отдельных деревьев и кустарников или групп деревьев и кустарников. Осуществление сплошных рубок допускается только при условии воспроизводства лесов на лесных участках, предоставленных для заготовки древесины.
Некоторые сплошные рубки связаны с прокладкой дорог, трубопроводных трасс, линий электропередач, просек. В таком случае допускается вырубка лесных насаждений любого возраста.
  - Концентрированная рубка — сплошная рубка, проводимая на площади 50 га и более. На таких вырубках сильнее, чем при узколесосечных рубках, возрастает температурная амплитуда, а в таёжной зоне в любой месяц возможны заморозки. Увеличивается опасность поражения молодой древесной поросли майским жуком.
  - Узколесосечная рубка — сплошная рубка, при которой ширина лесосеки не превышает 100 м. На узких вырубках выше снежный покров, тает он медленнее, а почва промерзает не так глубоко, как на широких вырубках. Они медленнее зарастают травой, обсеменение лучше, а древесный полог смыкается быстрее.

#### Выборочные рубки
- Выборочная рубка — рубка главного пользования или лесовосстановительная, при которой вырубают часть деревьев или кустарников определённого возраста, размеров, качества или состояния. Проводится в разновозрастных насаждениях. Согласно Правилам заготовки древесины к выборочным рубкам относятся и постепенные рубки.
  - Добровольно-выборочная рубка — выборочная рубка, при которой вырубаются в первую очередь фаутные (см. ниже), перестойные, спелые с замедленным ростом деревья при обеспечении воспроизводства древесных пород для своевременного использования древесины и сохранения защитных и средообразующих свойств леса. Она сохраняет разновозрастность и многоярусность насаждений или создаёт их в процессе длительного применения. Проводится в разновозрастных насаждениях с интенсивностью не более 35 %, обычно 15—20 % с периодичностью 5—10 и более лет (при дауэрвальде чаще), в зависимости от состояния насаждения и хода возобновления. Интенсивность и периодичность добровольно-выборочных рубок зависят от категории лесов, полноты и возрастной структуры древостоя, лесоводственных свойств древесных пород, почвенных условий, рельефа местности и др.. После проведения рубок полнота древостоя и сомкнутость полога не должны снижаться ниже 0,5. Этот способ рубок целесообразно применять в горных, почвозащитных, водоохранных, пригородных и курортных лесах. На добровольно-выборочных рубках основано выборочное хозяйство в лесных насаждениях.
  - Группово-выборочная рубка ведётся в лесных насаждениях с группово-разновозрастной структурой. Вырубаются перестойные и спелые деревья группами в соответствии с их размещением по площади лесосеки. Площадь вырубаемых групп составляет от 0,01 до 0,5 га.

#### Постепенные рубки
- Постепенная рубка — рубка главного пользования или лесовосстановительная, при которой спелый древостой вырубается на лесосеке в несколько приёмов в течение одного или двух классов возраста. В настоящее время согласно Правилам заготовки древесины постепенные рубки входят в разряд выборочных рубок.
  - Равномерно-постепенная рубка — постепенная рубка, при которой древостой одного класса возраста вырубается в 2—4 приёма путём последовательного равномерного изреживания. Одновременно формируются насаждения из деревьев второго возрастного класса и подроста.
Также равномерно-постепенные рубки осуществляются в высоко- и среднеплотных древостоях с угнетённым жизнеспособным подростом или вторым ярусом, в смешанных древостоях, образованных древесными породами с разным возрастом спелости (хвойно-лиственных, осиново-берёзовых и т. п.).
Полнота древостоя при первых приёмах рубок снижается до 0,5. При отсутствии или нехватке подроста дополнительно применяются и другие меры лесовозобновления.
  - Группово-постепенная рубка — постепенная рубка, при которой древостой вырубается группами в несколько приёмов в местах, где имеются куртины подроста. Проводится в одновозрастном древостое в течение двух классов возраста.
    - Котловинная рубка — разновидность группово-постепенной рубки, при которой спелую часть древостоя вырубают в течение 30—40 лет в 3—5 приёмов котловинами в местах, где есть куртины подроста. Размер котловины от 0,01 до 1 га.
Обычно первоначальные котловины вырубаются в форме овала или узкой полосы. Используется несколько семенных лет, новое поколение леса создаётся разновозрастным. При котловинной рубке создаются условия для возобновления смешанного леса и сохраняются его защитные функции.

  - Длительно-постепенная рубка — постепенная рубка, проводимая в разновозрастных древостоях в два приёма с оставлением на второй приём деревьев, не достигших возраста спелости, которые вырубаются после достижения ими эксплуатационных размеров. В каждый приём удаляют 50—60 % запаса древостоя. Относительная полнота древостоя после первого приёма рубки не должна быть ниже 0,5 в темнохвойных и 0,4 в светлохвойных насаждениях. Второй раз проводится через 30—40 лет.
Создают хорошие условия для естественного возобновления леса (обычно на 1 га более 10000 штук жизнеспособного подроста хвойных пород), при их проведении не нужно оставлять семенные деревья и проводить лесоводственный уход в возобновившемся насаждении.
Проведение таких рубок целесообразно только в древостоях, имеющих на 1 га не менее 350—400 молодых и приспевающих деревьев на хорошо дренированных почвах. Применяются в хвойных насаждениях Сибири и Северного Урала; на севере и северо-западе России они нецелесообразны из-за слабой дренированности почв.
  - Чересполосно-постепенная рубка — древостой вырубается за 2—4 приёма в течение одного класса возраста на чередующихся в определённом порядке полосах шириной, не превышающей высоты древостоя; в дубравах — двойной высоты древостоя при условии последующего создания лесных культур дуба.

Интенсивность выборочных рубок
- Очень слабая — объём вырубаемой древесины достигает 10 % от общего её запаса.
- Слабая — 11—20 %.
- Умеренная — 21—30 %.
- Умеренно высокая — 31—40 %.
- Высокая — 41—50 %.
- Очень высокая — 51—70 %.

Выборочные рубки спелых и перестойных лесных насаждений проводятся с интенсивностью, обеспечивающей формирование устойчивых лесных насаждений из второго яруса и подроста. В этом случае проводится рубка части спелых и перестойных деревьев с сохранением второго яруса и подроста. Ко второму ярусу относятся деревья высотой от 0,5 до 0,8 высоты первого яруса, за исключением отставших в росте (старых) деревьев.

### Не предусмотренные законом виды рубок
- Сплошные рубки:
  - каймовая рубка — узколесосечная рубка, при которой древостой вырубают узкими полосами шириной 12—15 м и длиной 150—300 м — каймами. Их закладывают в семенной год, вырубая 20—25 % древостоя. Благодаря обильному плодоношению материнского древостоя под его пологом появляется самосев, который находится под защитой боковой стены леса и постепенно изреживаемого древостоя. В кайме для самосева сохраняются благоприятные условия: водный, световой и температурный режим. Рубка, кроме каймы, может дополняться изреживанием материнского древостоя между каймами. Каймовая рубка наиболее соответствует природе леса, обеспечивает естественное возобновление вырубаемых площадей. Этот вид рубки впервые был применён в Германии в конце XIX в. в горных еловых, буковых и пихтовых лесах и впоследствии усовершенствован лесоводом Х. Вагнером. В СССР из-за эксплуатационных трудностей (малые размеры лесосек, сложность проведения рубок и др.) распространения не получили. Редкие семенные годы растягивают период обсеменения очередных каём и эксплуатацию спелых древостоев на длительное время и не обеспечивают требуемую непрерывность процесса возобновления;
  - условно-сплошная рубка — рубка, при которой вырубаются крупномерные деловые стволы хвойных пород и оставляются тонкомерные деловые стволы и все деревья лиственных пород. На лесосеке остаётся от 10 до 60 % первоначального запаса насаждения. Такие рубки наносят значительный ущерб лесному хозяйству. Многие деревья после такой рубки валятся и усыхают, значительных размеров достигают ветровал и бурелом, леса захламляются и в них размножаются вредители и болезни, особенно корневая губка и опёнок. Условно-сплошная рубка способствует замене хвойных пород лиственными, что ухудшает качество древесины в будущем и снижает продуктивность леса. Оставленные на вырубке деревья уменьшают прирост лесных культур, создаваемых под их пологом. Не затронутые рубкой фаутные деревья с плохими лесоводственными свойствами способствуют ухудшению будущих поколений леса. Условно-сплошные рубки истощают сырьевую базу лесозаготовительных предприятий, что приводит к преждевременному перебазированию леспромхозов в другие районы.
- Выборочные рубки:
  - подневольно-выборочная рубка — один из вариантов выборочных рубок, при котором вырубают деревья определённой породы и определённого диаметра ствола. Обычно удаляют от 10 до 60 % древостоя. Подневольно-выборочные рубки сильной интенсивности правильнее называть условно-сплошными рубками (см. выше). На слабо дренированных почвах, особенно в перестойных одновозрастных насаждениях, подневольно-выборочная рубка часто приводит к массовому ветровалу, может вызвать заболачивание лесных территорий и иногда даже полное расстройство древостоя. Такая рубка ухудшает санитарное состояние лесов, требует больших затрат труда и средств, особенно при вывозке лесоматериалов. В разновозрастных древостоях последствия данной рубки не так страшны;
  - приисковая рубка — при этой рубке вырубают деревья (обычно несколько штук на 1 га), дающие сортименты специального назначения: лыжный, оружейный, резонансный кряж и т. п.. При этом из леса вывозят только специальные сортименты, остальная древесина, нередко высококачественная, бросается на месте. В результате ухудшается санитарное состояние леса, увеличивается пожароопасность; требуются большие затраты сил и средств, особенно для вывоза лесоматериалов. Для добывания особых сортиментов древесины следует при сплошных рубках более тщательно выявлять стволы с повышенным качеством древесины, не допуская их раскряжёвки на обычные сортименты (строительное бревно, балансы, рудничную стойку и т. п.);
  - дауэрвальд (нем. Dauerwald, от dauer — продолжительность, постоянство и wald — лес) — система непрерывного щадящего пользования лесом, появившаяся в Германии в конце XIX в., подразумевающая вырубку отдельных спелых и нежелательных деревьев по всей территории лесничества, уход за почвой, создание смешанного разновозрастного леса деревьев ценных пород на основе сосняка. Широкого распространения в силу ряда причин не получила.
- Постепенные рубки:
  - выборочно-постепенная рубка — разработана М. М. Орловым в 1921 г. для перестойных еловых и отчасти сосновых насаждений Лисинского лесничества в Ленинградской области. При этой рубке происходит форсирование вырубки перестойных насаждений, не допуская при этом ветровалов, и создание благоприятных условий для естественного возобновления леса. Древостой вырубается в 3 приёма, через каждые 10 лет. В 1-й приём проводили выборочную рубку, удаляя поражённые болезнями, с редкой, короткой или однобокой кроной, ослабленные и наклонённые деревья, избегая образования прогалин и редин. Через 10 лет рубку повторяли. 3-й приём являлся окончательным приёмом постепенной рубки. В настоящее время не применяется.

### Рубки ухода
Рубки ухода проводятся с целью удаления из насаждения нежелательных деревьев и создания благоприятных условий для роста лучших деревьев главных пород. Это прореживающие рубки в молодом и средневозрастном древостое от осветления до проходной рубки; санитарная рубка, ландшафтная рубка, преследующая эстетические цели, а также обрезка сучьев и омолаживание подлеска и некоторые другие виды рубок.

## Некоторые термины, относящиеся к рубкам
- Древесные породы:
  - Главная древесная порода — древесная порода, которая в определённых лесорастительных и экономических условиях наилучшим образом отвечает хозяйственным целям.
  - Второстепенная древесная порода — древесная порода меньшей хозяйственной ценности, чем главная древесная порода.
  - Нежелательная древесная порода — древесная порода, не отвечающая хозяйственным целям в определённых экономических условиях.Сломыш
- Деревья:
  - Лучшие деревья — деревья преимущественно главной породы, которые по своему состоянию и качественным показателям наиболее полно отвечают хозяйственным целям.
  - Вспомогательные деревья — деревья, способствующие росту и повышению качества лучших деревьев.
    - Подгон — деревья или кустарники, способствующие ускорению роста и улучшению формы ствола главной древесной породы.

  - Нежелательные деревья — деревья, не отвечающие хозяйственным целям и отрицательно влияющие на рост и состояние лучших и вспомогательных деревьев.
  - Бурелом — деревья, сломанные ветром.
  - Валежник — мёртвые деревья, лежащие на земле.
  - Ветровал — отдельные деревья и древостой, поваленные с корнями ветром.Семенники
  - Сломыш — дерево, стоящее без кроны.
  - Суховершинность — наличие сухой вершины у растущего дерева.
  - Фаутные деревья — деревья с повреждениями и дефектами стволов различного происхождения.
  - Семенные деревья — деревья, оставляемые на вырубке для её обсеменения, плодоносящие, ветроустойчивые, хорошего роста и качества.
- Технологический коридор в лесу — просека, предназначенная для размещения и передвижения технических средств при проведении рубок леса.
- Вырубка — лесосека или часть её, на которой древостой вырублен, а новый ещё не сомкнулся.